# Бочковка
Бочковка — село в Белгородском районе Белгородской области. Входит в состав Яснозоренского сельского поселения.

## География
Село расположено недалеко от районного центра — Майского.
Часовой пояс
Село Бочковка как и вся Белгородская область, находится в часовой зоне МСК (московское время). Смещение применяемого времени относительно UTC составляет +3:00.

## Население
| 2002 | 2010 |
| ---- | ---- |
| 219  | ↘198 |